# ヨーゼフ・ジャン・バティスト・ノイベルグ

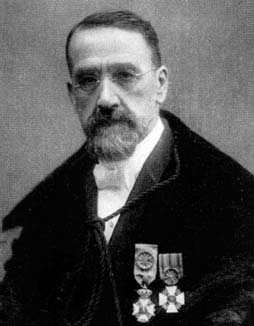
ヨーゼフ・ジャン・バティスト・ノイベルグ

ヨーゼフ・ジャン・バティスト・ノイベルグ（Joseph Jean Baptiste Neuberg、1840年10月30日 – 1926年3月22日) はルクセンブルク、ベルギーの数学者、幾何学者。 

## 生涯
ルクセンブルク市に生まれる。Athénée Royal de Liègeというローカルスクールで学びゲント大学に進学し、 École normaleの理学部で学んだ。1862年に学位を取得し、卒業後はいくつかの教育機関で教鞭を執った。特に1862年から1865年の間はÉcole Normale de Nivelleで働いた。1868年はÉcole Normale at Brugesで、1881年以後はAthénée Royal d'Arlonでも教師を務めた。
1878年に、Athénée Royal de Liègeに戻り、1884年には同市の大学の員外教授となった。そして1887年、正式な教授に任命された（1910年まで職務を務めた）。 退職後は、1866年から所属していたBelgian Royal Academyの会長に就き、彼の出自はベルギーだったが、ベルギーの国籍を獲得した。
1926年、リエージュにて死没する。この情報はBulletin of the American Mathematical Society にも掲載された。

## 功績
ノイベルグは主に幾何学の分野で活躍した。三角形幾何学では、ノイベルグ三次曲線に名を残している。また1885年、ノイベルグ三次曲線の研究の過程で等力点を発見し、公表した。
ノイベルグは多くの数学雑誌にも関与している。例えばカタランとポール・マンションとともにNouvelle correspondance mathématiqueを創立している。この雑誌はケトレーとジャン・ガリリエのジャーナル「journal Correspondance mathématique et physique」に敬意を表して出版された。Nouvelle correspondance mathématiqueは1880年に発刊を終了してしまったが、カタランがマンションとノイベルグに声をかけ、新たなジャーナル「Mathesis」を創立した。
ノイベルグは「Institute of Science of Luxembourg」「the Royal Society of Science of Liège」「Mathematical Society of Amsterdam」「the Belgian Royal Academy」など多くの数学協会に所属していた。

## 勲章歴
- 1902年、王冠勲章（英語版、ルクセンブルク語版）
- 1906年、レオポルド2世勲章
- 1920年、オーククラウン勲章（英語版、ルクセンブルク語版）
- 1921年、レオポルド勲章（英語版、ルクセンブルク語版）